# 淡嘴啄花鸟
淡嘴啄花鸟（学名：Dicaeum erythrorhynchos），是啄花鸟科啄花鸟属的一种，分布于缅甸、孟加拉国、不丹、印度、斯里兰卡和尼泊尔。该物种的保护状况被评为无危。
淡嘴啄花鸟的平均体重约为5.2克。栖息地包括城市、亚热带或热带的湿润山地林、种植园、亚热带或热带的红树林、乡村花园和亚热带或热带的湿润低地林。